# Rapport de Sauvy

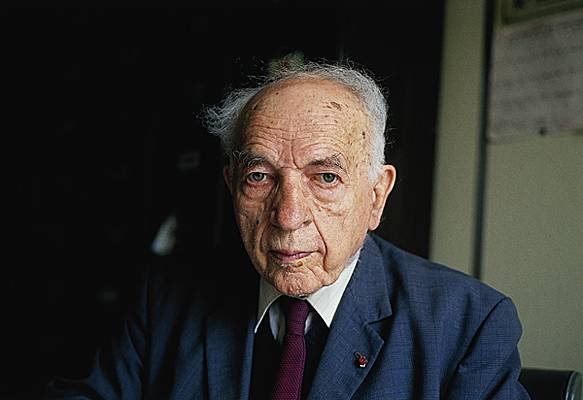
Alfred Sauvy (31 octobre 1898 - 30 octobre 1990)

Le rapport de Sauvy est un document datant de 1963 rédigé par Alfred Sauvy à la suite des recommandations du Conseil économique wallon (CDW) concernant les structures démographiques wallonnes. 
La propagation de ces réflexions s’explique par le contexte économique dans lequel se trouve alors la Région wallonne à l’époque des « Trente Glorieuses » (1945-1979), période à laquelle émerge un essor économique fulgurant en raison d’une croissance de la productivité. C’est ainsi qu’en 1960, se dénote tant en Flandre qu’en Wallonie une évolution constante de la croissance économique. À partir de 1961, la Wallonie est victime d’une forte baisse de la population couplé d'un vieillissement drastique des structures industrielles. C’est sur la base de ce phénomène que le CDW décide alors de solliciter les études du démographe français.

## Le Rapport

### Contexte historique
C’est au lendemain de la Seconde Guerre mondiale et par l’impulsion de la période des Trente Glorieuses que se posent les questions de dépeuplement en Wallonie. C’est à cette occasion que le CDW ordonne la rédaction d’un cahier des griefs wallons qui reprendrait tous les maux dont la région souffrait, dont le dépeuplement et la dénatalité.

### Dépopulation
Figuraient également dans le cahier des griefs le rapport de Commission d’études démographiques. Celui-ci postulait une hausse de la mortalité en Wallonie, une baisse de sa natalité, une évolution constante mais lente du vieillissement de la population wallonne ainsi que le retrait de la Wallonie par rapport à la Flandre.

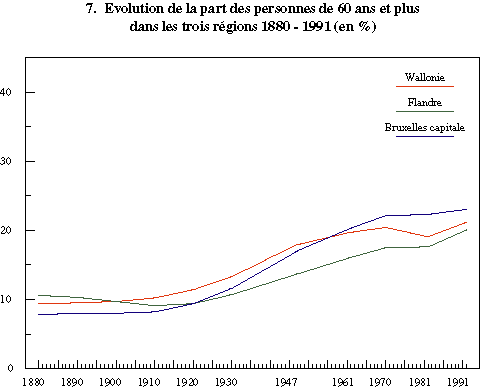
Tableau issu du site de l'Institut Detrée démontrant l'évolution de la part des personnes de 60 ans et plus dans les trois régions entre 1880 et 1991

### Le rapport de Sauvy
Le rapport d’Alfred Sauvy se distingue des précédents rapports ayant une nature commune en ce qu’il fait le choix judicieux d'envisager le problème démographique d'un point de vue ethnique . En son sein, deux objectifs sont principalement visés : d'une part l’arrêt du vieillissement en amont et d'autre part l’alignement sur les populations les plus vieilles . Le démographe préconisait d’adopter une politique de soutien des naissances qui comprendrait l’adoption de mesure d’aide au 2e et 3e enfant d’une famille. Ces mesures d’aide indirecte se positionnaient sur 3 axes principaux : « étude et formation professionnelle, logement et service militaire et enfin des dégrèvements en matière fiscale ». Sauvy soutenait également l’importance d’avoir une politique d’immigration à visée familiale.

### Le rapport Delpérée
Le rapport Delperée, rédigé en 1962, fait suite aux critiques adressées au rapport de Sauvy. Le Premier ministre de l’époque inquiet de la situation charge Albert Delpérée de contre-attaquer le phénomène du vieillissement de la population wallonne. Le rapport de Sauvy et celui de Delpérée partagent une commune intention, même si quelques comparaisons se font remarquer. Là où le rapport de Delpérée visait tout le pays et s’inscrivait dans un registre sociale et familiale, celui de Sauvy s’inscrit dans un registre nataliste et ethnique. De plus, Delpérée, à l’instar de Sauvy, soutenait une politique de naissance et d’immigration bien que celle-ci ait eu une vocation plus économique (il préconisait un certain nombre de mesures qui faciliteraient le recrutement des travailleurs migrants).

## Réactions face au rapport
Le rapport de Sauvy a causé un choc considérable dans l’opinion publique de la Belgique. Les passages cruciaux sur lesquelles la majeure partie des polémiques est centrée porte sur le postulat de la dualité mis en lumière dans le rapport (localisé aux pages 38, 40 et 46 du rapport). Quoique bien accueilli dans les milieux fédéralistes, plus particulièrement en Wallonie, il fut tout de même l’objet de nombreuses contestations par la droite et l’extrême droite, et de critiques négatives dans les milieux flamands non fédéralistes. Ces derniers (et la monarchie elle-même) le voyaient plus comme un danger qu’une solution car considéré comme un risque de remise en cause de l’unité étatique de la Belgique. Tout en opérant un bouleversement des conceptions traditionnelles du pays jusque-là acquises (dont le rôle de la femme dans le domaine du travail social et la maternité), le rapport tendrait à renverser les préjugés contre l’immigration étrangère et à démanteler les notions statiques sur le sort des vieillards et des pensionnés.

## L'influence du rapport un demi-siècle plus tard
Un demi-siècle après la rédaction du rapport de Sauvy, le thème de la démographie continue à faire couler de l’encre sur le développement économique et social de la région. Le 23 octobre 2012 se tient à Liège un colloque (salle académique de l’ULG) initié par le CESW (Conseil économique et social de Wallonie), l’IWEPS (Institut wallon de l’évaluation, de la prospective et de la statistique) et la SDFB (Société démographique francophone de Belgique). Plusieurs spécialistes sont alors invités à venir débattre lors d’un colloque intitulé « 50 ans après le Rapport Sauvy, la population wallonne entre enjeux du passé et défis du futur ». Sur la base du rapport de Sauvy, Michelle Lambrecht, se trouvant parmi les invités, y présente à cette occasion les principales politiques mises en place pour faire face aux enjeux économiques et sociaux du vieillissement tant au niveau international que national. Claude- Michel Loriaux, lui, revient sur les origines et les conséquences du rapport de Sauvy tout en évoquant les spécificités de la démographie. Parmi ses réflexions émises, ce dernier sous-tend que le vieillissement de la population devrait plutôt être envisagé comme une opportunité plutôt qu’un danger.
Dans un second article intitulé « Le Rapport Sauvy : Quelle actualité un demi-siècle plus tard ? », Florence Loriaux, historienne au Carhop, revient sur le rapport en Sauvy en soulignant que la dénatalité est un phénomène plus inquiétant car celle-ci provoquerait une baisse de la population et par le même fait une modification des structures démographiques dans le sens de l’élévation de l’âge moyen de la population.